# Д’Ор, Осип Львович
Осип Львович Д’Ор (настоящая фамилия Оршер; 10 [22] июля 1879, Старое — 19 февраля 1942, Ленинград) — русский и советский писатель и журналист, сатирик, пародист, фельетонист.

## Биография
Родился в 1878 году в Полтавской губернии в ремесленной еврейской семье. Учился в ешиботе в Кременчуге (1890—1893). В 1893 приехал в Екатеринослав, где в «Екатеринославские губернские ведомости» были опубликованы его первые заметки «Наша интеллигенция» (1893), «Застрахован ли Днепр от катастроф, подобных волжским?» (1893). В Екатеринославе экстерном сдал экзамены за гимназический курс. С конца 1893 года до 1900 года жил в разных местечках и уездных городах Юга Российской империи, печатался в различных местных газетах, писал корреспонденции в киевские газеты. В 1900 году был принят нештатным сотрудником в житомирскую газету «Волынь». С этого периода он становится профессиональным литератором, печатаясь главным образом в либерально-демократических изданиях. Принял приглашение сотрудничать в газете «Одесский листок», быстро влился в одесский литературный мир, стал своим в кругу А. М. Фёдорова, А. С. Вознесенского, К. И. Чуковского, особенно сблизился с Сашей Чёрным. В газете почти ежедневно печатал фельетоны на злобу дня.
События 1905 года, трагедия «Потёмкина», еврейские погромы вызвали, как вспоминал позднее Д’Ор, значительное поправение газеты, на фоне которого его умеренный либерализм выглядел слишком радикальным, поэтому в начале 1906 он уехал в Петербург, где редактор газеты «Свободные мысли» И. М. Василевский начал печатать его фельетоны. Первая публикация Оршера в "Свободных мыслях — статья «Придворная партия» (1906), в которой под вымышленными именами были сатирически изображены Ф. Ф. Трепов, К. П. Победоносцев, С. Ю. Витте.
С 1906 года жил в Петербурге. Печатался в газетах и журналах «Речь», «Товарищ», «Русское слово», «Утро России», «День», в сатирических журналах «Сигнал», «Сѣрый волк», «Сатириконе» и «Новый Сатирикон». Псевдоним взял по созвучию с популярным французским одеколоном Олд’ор.
В 1918 году редактировал один из первых советских сатирических журналов — «Гильотина» (Петроград). В годы Гражданской войны (1919) был корреспондентом петроградского филиала Российского телеграфного агентства (РОСТА). В 1920-х годах печатался в журналах «Красный ворон», «Красный перец», «Бегемот».
Умер во время блокады Ленинграда.

## Творчество
В 1906 году опубликовал первую часть романа о жизни еврейского местечка — «Яков Маркович Меламедов» (2-я часть не была опубликована).
Известность Д’Ору принесли рассказы, фельетоны и пародии, опубликованные в «Сатириконе», «Новом Сатириконе» и в книгах «Рыбьи пляски», «О сереньких людях», «Смех среди руин», «Муза с барабаном» и других. Перу Д’Ора принадлежит глава «Русская история» в книге «Всеобщая история, обработанная „Сатириконом“».
Автор сборников рассказов, фельетонов и книги воспоминаний «Литературный путь дореволюционного журналиста» (1930).

## Семья
Дочь — Надежда Осиповна Оршер (1910—1976), историк, была замужем за литературоведом Александром Дымшицем.

## Избранная библиография
- Несостоявшаяся война. 1908
- Через много лет. 1908
- Комета: Записки астронома. 1910
- Рыбьи пляски. 1911

Книга «Русская история при варягах и ворягах» (1922 г.)

- Экзамен на редактора: Картинка недалекого будущего. 1913
- Будущее Балкан. Из будущего учебника Иловайского. 1913
- Проклятие начавшим. 1914
- Муза с барабаном. 1915
- Он социалист… 1918
- Русская история при варягах и ворягах. 1922
- Путешествие Пирпонта Моргана. 1925
- Русские классики на русском языке. 1925
- Брюки Гоголя. 1926
- Курить хочется. 1927
- Канитель. 1928